# Malá Hradná
Malá Hradná es un municipio del distrito de Bánovce nad Bebravou en la región de Trenčín, Eslovaquia, con una población estimada a final del año 2024 de 407 habitantes.
Se encuentra ubicado en el centro-sur de la región, cerca del río Bebrava (cuenca hidrográfica del río Danubio) y de la frontera con la región de Nitra.

## Demografía
| Año        | 1994 | 2004    | 2014    | 2024     |
| ---------- | ---- | ------- | ------- | -------- |
| Población  | 422  | 387     | 364     | 407      |
| Diferencia |      | −8,29 % | −5,94 % | +11,81 % |

| Año        | 2023 | 2024    |
| ---------- | ---- | ------- |
| Población  | 408  | 407     |
| Diferencia |      | −0,24 % |